# Економіка мови
Економіка мови — галузь дослідження економічних питань, пов'язаних з мовою. 
Серед тем, які досліджує економіка мова, є вплив мовних навичок на доходи й торгівлю, аналіз витрат і зисків від різних варіантів мовного планування та збереження мов меншин тощо. Дослідження економіки мови може допомогти у визначенні мовної політики.

## Мова і економіка
У своїй книзі «Мова і економіка» німецький соціолінгвіст Флоріан Кульма обговорює «багато способів, у які мова та економіка взаємодіють, як економічні зміни впливають на виникнення, розвиток або занепад мов; як лінгвістичні умови сприяють або перешкоджають економічному процесові; як багатомовність і соціальний достаток взаємопов'язані; як і чому мова і гроші виконують аналогічні функції в сучасному суспільстві; чому наявність стандартизованої мови є економічною перевагою; як нерівний розподіл мов у багатомовному суспільстві забезпечує економічну нерівність; як можна оцінити економічну цінність мов; чому мови мають внутрішню економію та про способи їх адаптації до вимог зовнішньої економії. Флоріан Кульма показує, що мова — це середовище бізнесу, актив сам по собі та іноді торговельний бар'єр».
Держави беруть на себе витрати на мову, оскільки вони зберігають себе за її допомогою, як і бізнес, якому потрібна компетентність у комунікаціях. У книзі «Мова і економіка» Флоріан Кульма розглядає мовні витрати держави і бізнесу. У цій же книзі він розповідає про роль мови як товару, оскільки мови можуть себе вести як економічні системи. Ось чому певні соціально-економічні середовища є (не)сприятливими для окремих мов. Поширення мови суттєво залежить від економічних умов. Мова може бути вираженням символічної влади. Однак зміни на мовній мапі світу показують, що поширення мов також сильно пов'язане з економічними подіями у світі. Надання економічної цінності певній мові на лінгвістичному ринку означає наділення її привілеями та владою, пов'язаними з цією мовою. Більшість мовних спільнот у світі практикують цю політику не піклуючись про взаємність витрат на вивчення мов, забуваючи про прагнення лінгвістичної справедливості як рівної поваги, тож мовні режими бувають іноді дуже несправедливими.

## Світова мова і світова економіка
Мови — це капітальні інвестиції в буквальному сенсі: мовна технологія є найбільш важливою. Вона потребує значних інвестицій, які, за відсутності рентабельності, можуть дозволити собі тільки багаті країни та бізнеси. У зв'язку з цим сьогодні англійську мову розглядають як наслідок та інструмент американської імперської сили, помітний актив для американських англофонів у  глобальному конкурсі XXI століття за конкурентну перевагу, процвітання і владу. Хоча найкращою бізнес-мовою залишається мова клієнта, що передбачає наявність багатомовних бізнес-практик, але „ідеальна“ глобальна економіка передбачає єдину мову для всього світу. Однак „ідеальна“ глобальна мова в свою чергу припускає загальноприйнятний і справедливий мовний тягар для всіх ділових партнерів, яким вона не рідна. Див. у зв'язку з цим мовний податок як спосіб протидії лінгвістичній нерівності, оскільки вивчення мови для цілей торгівлі несе витрати для більшості країн і приватних підприємств, тоді як уряди країн, мови яких займають провідні позиції на міжнародному мовному ринку, відмовляються субсидувати поширення інших мов, які, на їх думку, їм не потрібні. У своїй доповіді L'enseignement des langues étrangères comme politique publique, Франсуа Грін твердить, що хоча деякі мови можуть бути вигіднішими з погляду аналізу витрат і зисків, наприклад, есперанто (бізнес-групи есперанто, такі як IKEF, були активними впродовж багатьох років), проблема полягає в тому, що зрушення в оцінці мов не завжди викликані факторами, які можна обчислити раціонально. На додаток до свого економічного потенціалу, мова є також носієм політичних, культурних та соціально-психологічних властивостей. Попри неекономічні цінності властиві мовам, часто в питаннях мови переважає економічний зиск і це може призвести до переваги домінантної мови як засобу виробництва, з високою вартістю мовного капіталу. У зв'язку з цим очевидно, що бажання (або необхідність) вивчати англійську мову в останні десятиліття зросло настільки, а спектр її застосування настільки широкий, що економічну необхідність та інші стимули вивчати інші мови зазвичай сприймають як несуттєві. З тих же причин колишня прем'єр-міністр Великої Британії Маргарет Тетчер намагалася зірвати програму ЛІНГВА Європейського Союзу, оскільки, на її думку, від Великої Британії вимагали платити за програму, яка приносила їй користі найменше. Програма ЛІНГВА покликана згладити величезний дисбаланс за між основними європейськими мовами на користь англійської, розширити і диверсифікувати вивчення інших мов у державах-членах. Для окремих мовців нерівне співвідношення мов означає, що їхня перша мова є економічно вигідною кваліфікацію і вони можуть продавати свої навички рідної мови, тоді як інші не можуть цього зробити.

## Вибрані праці
- Gabrielle Hogan-Brun, Linguanomics [Архівовано 10 лютого 2017 у Wayback Machine.], Bloombury Academic, 2017, ISBN 9781474238311
- Gazzola, Michele & Wickström, Bengt-Arne (2016): The Economics of Language Policy. Cambridge: MIT Press.[15]
- (it) Gazzola, Michele 2016. Il valore economico delle lingue  — Lingua, Politica, Cultura. Serta Gratulatoria in Honorem Renato Corsetti. New York, Mundial
- Robichaud, David (2016). A market failure approach to linguistic justice. Journal of Multilingual and Multicultural Development: 1—10. doi:10.1080/01434632.2016.1192173.
- „Scientific research on languages and the economy: An overview“, Round table on „Languages and the economy“, Network for the Promotion of Linguistic Diversity (NPLD), Welsh Government European Office, Brussels, Belgium, 21 January 2015 [Invited speaker: Michele Gazzola].
- (eo) Gazzola, Michele, 2015 Ekonomiko, Lingva Justeco kaj Lingva Politiko» Informilo por interlingvistoj [Архівовано 4 серпня 2017 у Wayback Machine.], 92-93, (1-2/2015)
- Gazzola, Michele 2014. The Evaluation of Language Regimes. Amsterdam/Philadelphia, John Benjamins [Архівовано 1 травня 2015 у Wayback Machine.]
- The economics of language policy, Center for economic studies [Архівовано 22 грудня 2017 у Wayback Machine.] (CES), 2013
- (it) «Il valore economico delle lingue» (the economic value of languages [Архівовано 17 січня 2017 у Wayback Machine.]), Annual conference of the European Observatory for Plurilingualism, Rome, 10 October 2012 [Invited speaker: Michele Gazolla].
- Tarun Jain, Common tongue: The impact of language on economic performance, Indian School of Business, August 14, 2012.
- Chiswick, Barry R., and Paul W. Miller. 2007. The Economics of Language: International Analyses. Routledge.[недоступне посилання]
- Grin, François, 1996, Economic approaches to language and language planning: an introduction [Архівовано 18 січня 2017 у Wayback Machine.]
- Grin, François, 2003. «Language Planning and Economics.» Current Issues in Language Planning 4 (1):1-66" [Архівовано 26 січня 2022 у Wayback Machine.]
- Lamberton, Donald M., ed. 2002. The Economics of Language. Cheltenham, UK: E. Elgar Pub. [Архівовано 30 серпня 2011 у Archive.is]
- Breton, Albert, ed. 2000. Exploring the Economics of Language. Ottawa: Official Languages Support Program, Canadian Heritage. [Архівовано 21 червня 2008 у Wayback Machine.]
- Coulmas, Florian, Language and economy [Архівовано 18 січня 2017 у Wayback Machine.], ed. 1992, Blackwell Publishers
- (de) Coulmas, Florian, Die Wirtschaft mit der Sprache [Архівовано 17 січня 2017 у Wayback Machine.], ed. 1992, Frankfurt am Main, Suhrkamp
- Dr. Gergely Kovács, Economic Aspects of Language Inequality in the European Union, 2007, Tatabánya, College for modern business studies.
- (fr — video) LANGUES ET ARGENT: ce qu'on ne vous dit pas